# Lloyd Austin
Lloyd James Austin III, född 8 augusti 1953 i Mobile, Alabama, är en sedan 2016 pensionerad amerikansk general. Austin var under president Obama den högste militärt ansvarige för den USA-ledda koalitionen i Irak.
I december 2020 nominerades Lloyd Austin av den tillträdande presidenten, Joe Biden, som förstahandsval till försvarsminister. Han godkändes av senaten den 22 januari 2021. Austin är den första svarta försvarsministern.
Austin och hans maka Charlene Denise Banner Austin har varit gifta i över 40 år. Han har två styvsöner.

## Utmärkelser
- Andra klass av Jaroslav den vises orden,  2022[7]
- Riddare med storkors av Litauens förtjänstorden,  10 juli 2023[8]
- Global War on Terrorism Expeditionary Medal
- National Defense Service Medal
- Global War on Terrorism Service Medal
- Armed Forces Expeditionary Medal
- Iraq Campaign Medal
- Commendation Medal
- Afghanistan Campaign Medal
- Meritorious Service Medal
- Legion of Merit
- Humanitarian Service Medal
- Silver Star
- Defense Meritorious Service Medal
- Combat Infantryman Badge
- Distinguished Service Medal
- Defense Distinguished Service Medal
- Defense Superior Service Medal
- Legionär av Legion of Merit

[Redigera Wikidata]